# Progomphus alachuensis
Progomphus alachuensis – gatunek ważki z rodziny gadziogłówkowatych (Gomphidae) i podrodziny Lindeniinae. Występuje w południowo-wschodniej części USA – na Florydzie oraz na skrajnym południu stanu Georgia. Opisał go C. Francis Byers w 1939 roku.